# Zygmunt Radoński

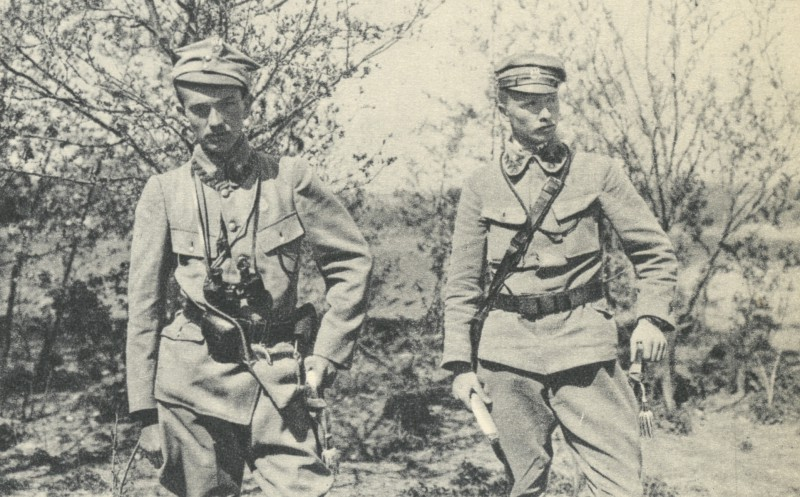
ppor. Żarski-Radoński i ppor. Stefan Pomarański, 1914-1917

Zygmunt Radoński ps. „Żarski” (ur. 30 stycznia 1886 w Rzeżewie, zm. w sierpniu 1920 w okolicach Mirowa na Wołyniu) – żołnierz Legionów Polskich, kapitan Wojska Polskiego. Uczestnik I wojny światowej i wojny polsko–bolszewickiej. Kawaler Orderu Virtuti Militari.

## Życiorys
Urodził się 30 stycznia 1886 r. w rodzinnym majątku ziemiańskim Zygmunta i Heleny ze Stablewskich. Miał siostrę Paulinę i brata Stanisława. Edukację szkolną rozpoczął w Szkole Handlowej w Kaliszu. W trakcie nauki został przeniesiony przez rodziców do Szkoły Handlowej we Włocławku, a następnie do Krakowa. Tam uczył się w Cesarsko-Królewskiej II Wyższej Szkole Realnej, którą ukończył w 1913 r..
Od 1910 należał do II Polskiej Drużyny Strzeleckiej. Po ukończeniu Szkoły Oficerskiej od 3 sierpnia 1914 jako dowódca plutonu w 3 kompanii, III batalionu 1 pułku piechoty Legionów Polskich i jednocześnie zastępca dowódcy kompanii. Dwukrotnie ranny w walkach, w których stracił jedno oko. Za postawę w walkach odznaczony Orderem Virtuti Militari. Od 10 lutego 1916 dowódca 3 kompanii. Po kryzysie przysięgowym internowany w Beniaminowie (lipiec 1917 – marzec 1918). W czasie służby w Legionach Polskich awansował na kolejne stopnie w piechocie: chorążego (29 września 1914), podporucznika (5 marca 1915) i porucznika (2 lipca 1915).
W kwietniu 1918 dowódca 2 kompanii 1 pułku piechoty Polskiej Siły Zbrojnej. 15 października 1918 Rada Regencyjna potwierdziła jego awans na kapitana. Po odzyskaniu niepodległości od listopada 1918 w odrodzonym Wojsku Polskim. Pełnił m.in. funkcję dowódcy III batalionu w 32 pułku piechoty, komendanta Szkoły Podoficerskiej w Dęblinie, dowódcy 1 pułku piechoty Legionów. W 1920 ukończył Szkołę Aplikacyjną w Rembertowie po której na własną prośbę został skierowany na front wojny polsko-bolszewickiej. Poległ „w pierwszych dniach czerwca 1920 pod Mirowem na Wołyniu, prowadząc oddział szturmowy. Radoński został trafiony pociskami karabinowymi w brzuch i nogę. Ciała nie odnaleziono”.
Był kawalerem.

## Ordery i odznaczenia
- Krzyż Srebrny Orderu Wojskowego Virtuti Militari nr 7090 – 17 maja 1922[6][1][7][2]
- Krzyż Niepodległości – pośmiertnie, 19 grudnia 1930 „za pracę w dziele odzyskania niepodległości"[8][1]